# Covina

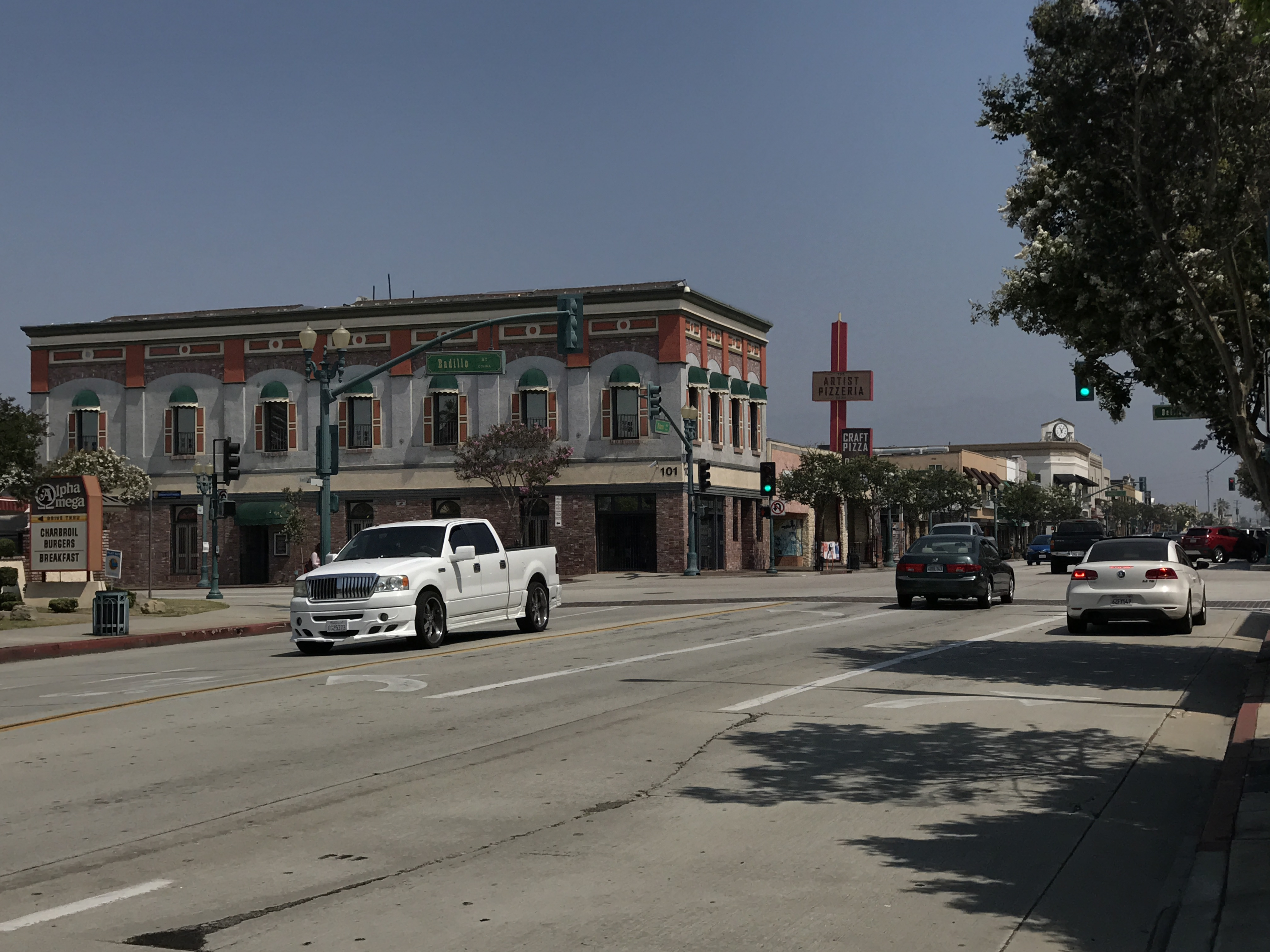
Centre-ville de Covina

Covina est une ville située dans le comté de Los Angeles, dans l'État de Californie aux États-Unis. Sa population s’élevait à 47 796 habitants lors du recensement de 2010, estimée à 48 462 habitants en 2017.

## Histoire
La ville fut fondée en 1882 par Joseph Swift Phillips et incorporée en 1901. C'est grâce à la production d'oranges que la ville devient dès 1909 le troisième producteur mondial d'oranges du monde et a toujours prétendu qu'elle avait les « meilleures oranges du monde » jusque dans les années 1950. Cependant, depuis la Seconde Guerre mondiale, les cultures ont été remplacées par des lotissements.

## Géographie
Selon le Bureau de recensement, la ville a une superficie totale de 18,1 km2.

## Démographie
| Groupe            | Covina | Californie | États-Unis |
| ----------------- | ------ | ---------- | ---------- |
| Blancs            | 58,5   | 57,6       | 72,4       |
| Autres            | 19,3   | 17,0       | 6,2        |
| Asiatiques        | 11,9   | 13,1       | 4,8        |
| Métis             | 4,8    | 4,9        | 2,9        |
| Afro-Américains   | 4,2    | 6,2        | 12,6       |
| Amérindiens       | 1,1    | 1,0        | 0,9        |
| Océaniens         | 0,2    | 0,4        | 0,2        |
| Total             | 100    | 100        | 100        |
|                   |        |            |            |
| Latino-Américains | 52,3   | 37,6       | 16,7       |

| 1930  | 1940  | 1950  | 1960   | 1970   | 1980   |
| ----- | ----- | ----- | ------ | ------ | ------ |
| 2 774 | 3 049 | 3 956 | 20 124 | 30 395 | 32 746 |

| 1990   | 2000   | 2010   | - | - | - |
| ------ | ------ | ------ | - | - | - |
| 43 207 | 46 837 | 47 796 | - | - | - |

Selon l'American Community Survey, en 2010, 44,90 % de la population âgée de plus de 5 ans déclare parler l'anglais à la maison, 32,07 % déclare parler l'espagnol, 9,05 % une langue chinoise, 7,74 % le tagalog, 2,56 % le vietnamien et 3,68 % une autre langue.
Le revenu par habitant était en moyenne de 28 008 dollars par an entre 2012 et 2016, inférieur à la moyenne de la Californie (31 458 dollars), et à la moyenne nationale (29 829 dollars). Toutefois, sur cette même période, 10,5 % des habitants de Covina vivaient sous le seuil de pauvreté (contre 14,3 % dans l'État et 12,7 % à l'échelle des États-Unis).

## Personnalité liée à la ville
- Le décathlonien américain Robert Clark, vice-champion olympique en 1936, est né à Covina en 1913.